# Irmãs Felicianas

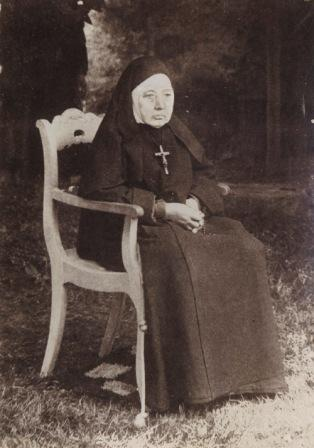
Bem-Aventurada Maria Ângela, Fundadora.

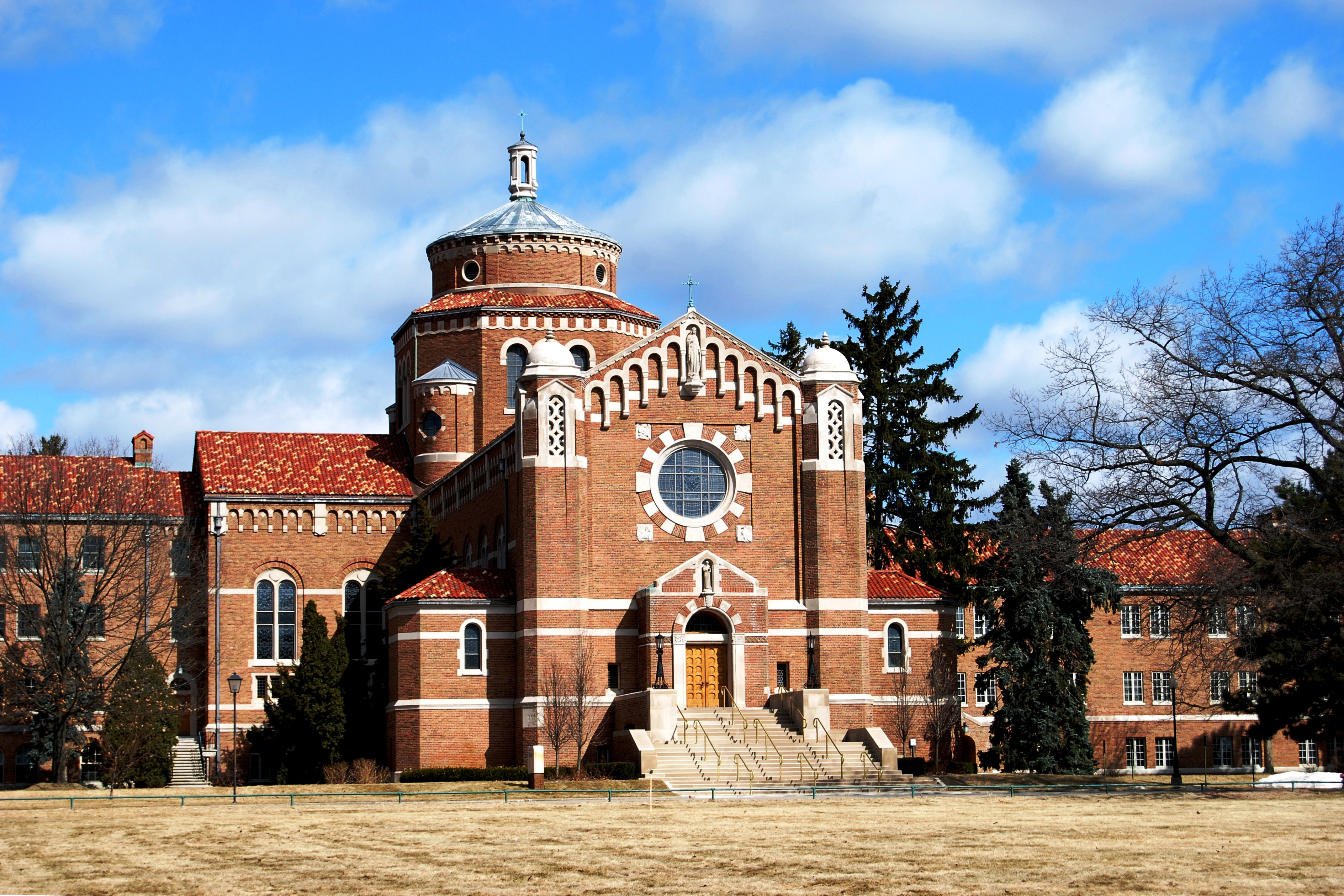
Capela (1936) das Irmãs Felicianas em Livónia, Michigan.

As Irmãs Felicianas, oficialmente conhecidas como a Congregação das Irmãs de São Félix de Cantalice Ordem Terceira Regular de São Francisco de Assis (CSSF), é um instituto religioso de direito pontifício, cujas membras professam votos públicos de castidade, pobreza e obediência e seguem o modo de vida evangélico em comum. Este instituto religioso ativo e contemplativo foi fundado em Varsóvia, Polônia, em 1855, por Sofia Truszkowska, e cujo nome se refere a um santuário de São Felix, um santo capuchinho do século XVI especialmente dedicado às crianças.

## História
Quando Sofia Camila Truszkowska tinha doze anos de idade, sua família mudou-se para Varsóvia, onde seu pai assumiu o cargo de Secretário de Obras. Inicialmente, ela queria se tornar uma freira da Visitação, mas, em 1854, ela se juntou à Sociedade de São Vicente de Paulo e começou a trabalhar entre os pobres. Com auxílio financeiro de seu pai, ela alugou um apartamento a fim de cuidar de várias meninas órfãs e de mulheres idosas. Sofia recebeu em seu trabalho a companhia de sua prima e amiga, Clotilde Ciechanowska. Mais tarde naquele ano, elas se tornaram membras leigas da Ordem Terceira Franciscana. Na Festa de Apresentação da Bem-Aventurada Virgem Maria, 21 de novembro de 1855, enquanto rezavam diante da imagem de Nossa Senhora de Czestochowa, elas se dedicaram solenemente a fazer a vontade de Jesus Cristo em todas as coisas. Este foi registrado como o dia oficial da fundação da Congregação das Irmãs de São Félix de Cantalice.
As pessoas passaram a chamá-las de "Irmãs de São Felix.", em referência ao santuário de São Félix de Cantalice, numa igreja capuchinha próxima. Elas ficaram popularmente conhecidas como as "Irmãs Felicianas," nome pelo qual a comunidade é ainda conhecida. Em 1857, ela e diversas membras tomaram o hábito franciscano. Sofia assumiu o novo nome de Maria Ângela. Em 1869 problemas de saúde levaram-na a retirar-se da administração da congregação. Ela passou os trinta anos seguintes de sua vida em atividades no jardim e na estufa, cuidando de flores para a capela, e na sala de costura das vestimentas litúrgicas, bordando alfaias para o altar e casulas. Ela morreu na casa provincial em Cracóvia, em 10 de outubro de 1899. Maria Ângela Truszkowska foi beatificada pelo Papa João Paulo II em 1993.

## Hábito religioso
A maioria das Irmãs Felicianas mantêm o traje religioso de sua fundadora, a Beata Maria Ângela Truszkowska, consistindo de um hábito marrom (bege durante os meses de verão), escapulário, (jaqueta em horários especificados), mantilha, véu negro, colar, crucifixo de madeira característico suspenso em fita ou cordão, e da aliança recebida nos votos solenes. Esta continua a ser uma disciplina nas províncias de Cracóvia, de Przemyśl e de Varsóvia, na Polônia, e uma tradição cara na antiga próvíncia de Livónia e na de Enfield da América do Norte. Em 1994, no Capítulo Geral, foi aprovada uma proposta que permitia que as irmãs vestissem um hábito alternativo consistindo de uma saia marrom, preta, bege ou branca, blazer, terno, suéter junto com uma blusa branca. Irmãs que vestem o hábito alternativo usam o crucifixo feliciano junto com a aliança recebida na profissão definitiva e podem usá-lo com ou sem um véu.

## Carisma
O carisma do instituto é imitar a Beata Maria Ângela em seu amor ilimitado a Deus e sua rendição à vontade d'Ele em serviço compassivo, presteza total, e preocupação pela salvação de todas as pessoas.

## Ministério
As Irmãs Felicianas sempre procuraram harmonizar uma profunda vida espiritual e a vida em comunidade com dedicação para com diversos atos de misericórdia. Em 2014, havia de 1.800 membras professas das Irmãs Felicianas, com cerca de 700 províncias só na América do Norte. Eles usam a abreviatura/pós-nominal, CSSF (Congregação das Irmãs de São Félix).

### Voluntárias em Programa Missionário
Como parte da Rede de Voluntários Católicos, a província da América do Norte tem o programa Voluntárias Felicianas em Missão (VIM) que oferece oportunidades de serviço a curto e a longo prazo para homens e mulheres leigos interessados em fazer parceria com as Irmãs Felicianas para servirem, com compaixão, misericórdia e alegria, os desfavorecidos.

## Províncias
- Imaculado Coração de Maria, Cracóvia, Polônia (1861)
- Nossa Senhora de Czestochowa, Przemyśl, Polônia {1910)
- Nossa Senhora Rainha da Polônia, Varsóvia, Polónia (1922)
- Nossa Senhora Aparecida, Curitiba, Paraná, Brasil (1950)
- Nossa Senhora Medianeira de Graças, Roma, Itália (1953) (generalato)

Na América do Norte, as Irmãs Felicianas têm ministrado principalmente para polaco-americanos desde sua chegada da Polônia, em 1874. As irmãs proveram  mobilidade social para jovens mulheres polacas. Embora a congregação estava envolvida no cuidado dos órfãos, dos idosos, dos doentes, o ensino permaneceu como sua principal preocupação.
- Nossa Senhora da Esperança, América do Norte (2009), que é uma fusão das oito seguintes províncias:
  - Apresentação da Bem-Aventurada Virgem Maria, Livónia, Michigan, EUA (1874)
  - Imaculado Coração de Maria, Buffalo, Nova York, EUA (1900)
  - Mãe do Bom Conselho, em Chicago, Illinois, EUA (1910)
  - Imaculada Conceição, Lodi, Nova Jersey, EUA (1913)
  - Nossa Senhora do Sagrado Coração, Coraopolis, Pensilvânia, EUA (1920)
  - Nossa Senhora dos Anjos, em Enfield, Connecticut - EUA (1932)
  - Assunção da Bem-Aventurada Virgem Maria, Rio Rancho, Novo México, EUA (1953)
  - Santo Nome de Maria Mississauga, Ontário, Canadá (1964)

## Leitura complementar
- Mardi Link (2009), Isadore's Secret: Sin, Murder, and Confession in a Northern Michigan Town, University of Michigan Press.
- Thaddeus C.  Radzialowski, "Reflections on the History of the Felicians in America," Polish American Studies (1975) 21#1 pp  19-28